# Cadeira Cativa
Cadeira Cativa é um programa de televisão brasileiro produzido e exibido desde 1979, sendo que até 2007, a TV Guaíba era encarregada da exibição, quando a mesma foi extinta, e a Ulbra TV passou a exibir desde 31 de março de 2008. Contendo um formato de mesa-redonda, é apresentado pelo comentarista Luiz Carlos Reche. 

## História
O programa entrou no ar em 1979 na extinta TV Guaíba, canal 2 VHF. Assim como todos os programas da emissora na gestão de Breno Caldas, foi criado por Sérgio Reis, pioneiro da televisão no Rio Grande do Sul, que inaugurou em 1959 a TV Piratini. Inicialmente foi apresentado por Armindo Antônio Ranzolin. O Cadeira Cativa ia ao ar todas as segundas-feiras em horário nobre, logo após o Guaíba Ao Vivo.
Após a venda da Companhia Jornalística Caldas Júnior, da qual fazia parte a TV Guaíba, para o empresário de soja Renato Bastos Ribeiro, em 1986, o Cadeira Cativa foi um dos poucos programas que permaneceu na grade da emissora. Era apresentado inicialmente por Edegar Schmidt, antigo comentarista do quadro Dois Toques, do Guaíba Ao Vivo. O programa passou a ser apresentado pelo jornalista esportivo Luiz Carlos Reche.
Em 25 de abril de 2005, o quadro Vox Populi, antes apresentado pelo jornalista Márcio Neves, voltou a ser exibido no programa e passou a ser apresentado pelo jornalista Fabiano Brasil, que também passou a ser o apresentador substituto de Reche.
Em julho de 2007, quando a Caldas Júnior foi vendida ao Grupo Record, a TV Guaíba se transformou em TV Record Rio Grande do Sul, substituindo a produção independente pela programação nacional da Rede Record. Com as mudanças, o Cadeira Cativa passou a ser apresentado na Rádio Guaíba, no mesmo horário. A partir de 31 de março de 2008, o Cadeira Cativa passou a ser transmitido pela Ulbra TV, de segunda a sexta-feira, às 19h45min, logo após o Ulbra Notícias.
Mesmo apresentando o programa na Ulbra TV, Luiz Carlos Reche continuou no Grupo Record RS. Após a saída de Reche do Grupo Record e sua ida para o Grupo Bandeirantes,ele continua a apresentar o esportivo na Ulbra TV. O programa,durante as férias de Reche,geralmente era apresentado por Fabiano Brasil,  e com a produção de Marcelo Salzano.
No dia 12 de dezembro de 2016, durante o programa, o ex-presidente do Sport Club Internacional, Fernando Miranda, desferiu um soco no comentarista Júlio Ribeiro ao vivo. Os dois se desentenderam durante debate sobre o momento do Internacional. O apresentador do programa, Luiz Carlos Reche, tentou conter os ânimos exaltados, mas Fernando se levantou da cadeira e partiu para a agressão. O programa saiu do ar quando outros jornalistas tentaram conter a confusão. "Infelizmente acontece, os nervos estão à flor da pele, o presidente se sentiu ofendido e acabou partindo para as vias de fato [...] Fazer o que, aconteceu. Peço desculpas", disse Reche, o apresentador, ao fim do programa. Agredido, Júlio Ribeiro é editor da Revista Press, de circulação no Rio Grande do Sul.

## Trilha de abertura
A música de abertura do Cadeira Cativa chama-se The Final Bell, criada por Bill Conti para o filme Rocky, lançado em 1976 nos Estados Unidos. Na TV Guaíba e em 2007, na Rádio Guaíba, era usada uma versão da música que pode ser encontrada na faixa Overture do álbum Rocky Balboa: The Best of Rocky. Quando o programa reestreou na Ulbra TV em 2008, foi feita uma versão especial, não encontrada na trilha sonora do filme.